# Elsa Swenson-stipendiet
Elsa Swenson-stipendiet är ett svenskt litteraturpris, uppkallat efter Elsa Swenson (1924–2000) och utdelat av Elsa Swensons stiftelse vid Umeå stadsbibliotek.

## Mottagare
- 2011 – Tora Hedin[2]
- 2012 – Nils Håkanson[3]
- 2013 – Susanna Witt
- 2014 – Per Ambrosiani
- 2015 – Renata Ingbrant
- 2016 – Kajsa Öberg Lindsten
- 2017 – Sophie Sköld[2]
- 2018 – Anna Bengtsson och Ola Wallin
- 2019 – Tora Lane
- 2020 – Johanna Lindbladh
- 2021 – Mikael Nydahl[4]
- 2022 – Lars Kleberg